# مجلس الشعب الأفغاني
مجلس الشعب الأفغاني (بالإنجليزية: House of the People)‏ هي الهيئة التشريعية في أفغانستان، وتتكون من 249 مقعداً، وهو المجلس الأدنى في الجمعية الوطنية في أفغانستان.
وقع تعليق عمل البرلمان الأفغاني تزامنا مع سيطرة حركة طالبان على الحكم في أغسطس 2021.

## طالع أيضًا
- الجمعية الوطنية في أفغانستان